# Mauisaurus
Mauisaurus („plaz z Maui“) byl rod velkého plesiosaura (dravého mořského plaza), žijícího v období svrchní křídy (geologický věk kampán, asi před 77 miliony let) v okolí dnešního Nového Zélandu.

## Popis
Původně se někteří vědci domnívali, že se jednalo o vůbec nejdelšího známého plesiosaura, neboť jeho délka mohla dle přehnaných odhadů přesáhnout 20 metrů (až 15 metrů však mohl tvořit dlouhý, ohebný krk). Novější odhady délky se však pohybují spíše kolem hodnoty 8 metrů. Jediným dosud známým druhem tohoto rodu je M. haasti, popsaný v roce 1874. Celkově bylo objeveno několik fosilních jedinců mauisaura, obvykle však nepříliš dobře zachovaných. Na Novém Zélandu je tento pravěký plaz natolik populární, že se v roce 1993 dostal i na místní poštovní známky.